# Déjame caer
Déjame caer (en islandés: Lof mér að falla, en inglés: Let Me Fall) es una película dramática islandesa de 2018 dirigida por Baldvin Zophoníasson. Se proyectó en la sección Contemporary World Cinema en el Festival Internacional de Cine de Toronto de 2018.

## Sinopsis
La película, que huye del orden cronológico, se centra en la vida de Magnea, una adolescente divertida, inteligente e inquieta. Sus padres están divorciados y han rehecho sus vidas. En una fiesta conoce a Stella y a un grupo de amigos, con los que experimenta con tabaco, alcohol y drogas. Aprovechando descuidos de su padre, falta a clase y abandona poco a poco los estudios. Sus compañeros de instituto comienzan a verla como un ser extraño y distante. Solo Stella parece satisfacer su vínculo social. Ante la llamada del director del instituto, sus padres reaccionan y vigilan de cerca sus pasos. Ahora nos enteramos que también su padre ha sido víctima del alcohol. La caída de Magnea en los infiernos está contada de manera fragmentada, con momentos de lucidez y traiciones que la llevan a prisión. Su amiga Stella no sale muy bien parada. En un viaje maravilloso por Río de Janeiro, la utilizará como coartada para el tráfico de estupefacientes. Su estancia en prisión terminará en un submundo de prostitución y caos.

## Reparto
- Elín Sif Halldórsdóttir: Magnea
- Lára Jóhanna Jónsdóttir: Stella
- Þorsteinn Bachmann: Hannes
- Atli Oskar Fjalarsson: Atli Rauði
- Sveinn Ólafur Gunnarsson: Erlingur Hafsteinn
- Haraldur Ari Stefánsson: Gylfi
- Álfrún Laufeyjardóttir
- Gary Anthony Stennette
- Sólveig Arnarsdóttir
- Jordi Rodríguez
- Björn Stefánsson
- Eyrún Björk Jakobsdóttir
- Kristín Þóra Haraldsdóttir
- Sigurbjartur Atlason
- Einar Gunn

## Recepción
Stephen Dalton, de The Hollywood Reporter, habló de una historia contada desde fresco punto de vista, evitando "el ángulo de la mayoría de las películas." Andrew Parker de The Gate dijo que la película "evita clichés del mundo de las drogas, en favor de un delicado diseño." Para The Canadian Press, David Friend dijo que la película "no parpadea en el que muestra cómo las drogas pueden destruir la vida y sus momentos desgarradores."